# Laephotis malagasyensis
Laephotis malagasyensis (Peterson, Eger & Mitchell, 1995) è un pipistrello della famiglia dei Vespertilionidi endemico del Madagascar.

## Descrizione

### Dimensioni
Pipistrello di piccole dimensioni, con la lunghezza totale tra 82 e 84 mm, la lunghezza dell'avambraccio tra 30 e 32 mm, la lunghezza della coda tra 27 e 37 mm, la lunghezza del piede tra 4 e 6 mm, la lunghezza delle orecchie tra 11 e 12 mm e un peso fino a 9 g.

### Aspetto
La pelliccia è lunga e molto densa. Le parti dorsali sono marroni, mentre le parti ventrali sono bruno-olivastre. La base dei peli è ovunque più scura. Le orecchie sono marroni e semi-trasparenti. Il trago è lungo più della metà del padiglione auricolare ed è falciforme, con l'estremità arrotondata. La coda è lunga ed inclusa completamente nell'ampio uropatagio. Il calcar è provvisto di una robusta carenatura.

### Ecolocazione
Emette ultrasuoni ad alto ciclo di lavoro sotto forma di impulsi di breve durata a frequenza modulata iniziale di 60,3–100 kHz, finale di 32,4-45,5 kHz e massima energia a 41,4–51 kHz. 

## Biologia

### Alimentazione
Si nutre di insetti.

## Distribuzione e habitat
Questa specie è conosciuta soltanto nella valle dell'Isalo, nella parte centro-meridionale del Madagascar.
Vive tra i 450 e i 700 metri di altitudine.

## Tassonomia
Le popolazioni malgasce di questa specie furono originariamente descritte come sottospecie di Eptesicus somalicus (Petersen et al. 1995). Assegnata successivamente al genere Neoromicia, come sottospecie di Neoromicia somalica (N. somalica malagasyensis), ne è stata recentemente proposta la elevazione al rango di specie a sé stante; tale collocazione è stata confermata da due successive revisioni del genere Neoromicia.

## Conservazione
La IUCN Red List, considerato l'areale limitato soltanto al massiccio Isalo dove probabilmente l'habitat è a rischio, classifica L.malagasyensis come specie in pericolo (Endangered).